# Al-Ahram
Al-Ahram (àrab: الأهرام, Al-Ahrām, ‘Les Piràmides’) és el diari de més circulació a Egipte, i el seu major accionista és el Govern egipci.

## Història
Al-Ahram fou fundat el 1875 per dos germans libanesos, Beshara i Saleem Taqla, que en aquells dies vivien a Alexandria, és el segon més antic després d'Al-Waqae'a Al-Masreya ("Els esdeveniments egipcis", fundat el 1828). Va començar com un setmanari publicat cada dissabte, però dos mesos després de la seva fundació, els germans Taqla el van convertir en un diari. El diari es distribuïa a Egipte i en el Llevant mediterrani. El novembre de 1899, la seu d'Al-Ahram es va traslladar al Caire. Els teòlegs Muhàmmad Àbduh i Djamal al-Din al-Afgani van estar entre els primers escriptors del diari.
En una ressenya dels diaris àrabs el 2005, la Lliga Antidifamació va escriure que Al-Ahram té "un marge substancial" per part del govern sempre que eviti "certs tabús". Reporters Sense Fronteres, en el seu informe de 2005 sobre la llibertat de premsa a Egipte, va informar que els editorials en molts periòdics, incloent Al-Ahram, s'han tornat cada vegada més crítics al control del govern del Partit Nacional Democràtic i la corrupció del règim de Mubarak. En una entrevista amb Reporters Sense Fronteres, Abdel Halim Qandil, editor del setmanari al-Arabi, va afirmar que el Govern interfereix amb l'operació independent d'Al-Ahram mitjançant el control de les rotatives i la designació d'editors.

## Línia editorial
Al-Ahram és propietat de la Fundació Al-Ahram i és un dels diaris de major circulació en el món. El Govern egipci té una part considerable de les accions del diari que li permet mantenir el control i nomenar als seus editors. Atès que són posat nomenats per l'Estat, s'exerceix poca censura sobre ells, ja que s'entenen que són lleials al règim.
Donada l'àmplia varietat de dialectes en l'idioma àrab, Al-Ahram se'l considera com una font influent d'estil d'escriptura en àrab. El 1950, el Middle East Institute descriure a Al-Ahram com l'equivalent per al públic àrab dins la seva àrea de distribució al "que és The Times per als anglesos i The New York Times per als estatunidencs."
Al-Ahram és el símbol de l'actual casa editora Al-Ahram, la més gran d'Egipte. El seu contingut és controlat pel Ministeri d'Informació d'Egipte. A més de l'edició principal publicada a Egipte, Al-Ahram publica dues edicions en àrab. Una d'elles, anomenada Al-Ahram Al-Arabia està destinada al món àrab i als egipcis expatriats en països àrabs. Es publica diàriament a Bahrain, Aràbia Saudita, Kuwait, Emirats Àrabs Units i és distribuïda a Egipte i el golf Pèrsic. L'altra edició en àrab, anomenada Al-Ahram al Duwali, està destinada a una audiència internacional i es publica diàriament a Londres i París des de 1984 i es distribueix al llarg d'Europa, Estats Units, Canadà i Egipte. També s'editen dues edicions en altres idiomes: Al-Ahram Weekly en anglès (des de 1991) i Al-Ahram Hebdo en francès.